# Irans håndboldforbund
Den Islamiske Republik Irans håndboldforbund (IRIHF) er det styrende organ for håndbold i Iran. Forbundet blev grundlagt i 1975, og har været medlem af IHF siden 1978. De er også medlem af Asian Handball Federation. Samtidig bestyrer de også landsholdet. 

## Præsidenter
- Haroun Mahdavi
- Mahmoud Mashhoun
- Amir Hosseini
- Mahmoud Mashhoun
- Mohammad Hamzeh Alipour
- Salimi
- Ali Mohammad Amirtash
- Alireza Rahimi (1994-2010)
- Jalal Kouzehgari (2010-2017)
- Alireza Rahimi (2017-Present)